# Терни (Украйна)
Терни (на украински: Терни) е село в Централна Украйна, Лубенски район на Полтавска област. Разположено е на десния бряг на река Сула. Населението му е около 471 души (2001 г.).

## Религиозни обекти
В селото е православна църквата св. апостола и евангелиста Йоана Богослова (от 2011 г.).

## Известни личности
Украинската поетеса Наталия Баклай е родена в Терни